# Octaspidiotus corticoides
Octaspidiotus corticoides är en insektsart som först beskrevs av Green 1905.  Octaspidiotus corticoides ingår i släktet Octaspidiotus och familjen pansarsköldlöss. Inga underarter finns listade i Catalogue of Life.